# Ctip2
Ctip2 é um gene humano um responsável pelo controle de produção de esmalte dentário e algumas outras funções como formação de pele e nervos.